# Печера Ферсмана
Печера Ферсмана - найглибша печера Киргизстану. Є відпрацюванням Туя-Муюнського радієвого рудника, що діяло за радянських часів.
Розташована близько 20 км на південь від Чиль Устуна знаходиться в горах Туя-Муюн, за 2 км на захід від каньйону Данги. Глибина печери — 240 метрів, сумарна довжина 4130 м. Поруч із нею знаходяться інші відомі печери: Сюрприз (450 метрів завдовжки) та Переможна (1200 метрів завдовжки). Їхні підземні зали та проходи прикрашені різнокольоровими кристалічними утвореннями.